# Фиеско де Лаванья
«Фиеско де Лаванья» (фр. Fiesque de Lavagna ) — историческая драма французского писателя Александра Дюма-отца, написанная в 1827 или 1828 году на основе пьесы Фридриха Шиллера «Заговор Фиеско в Генуе». Впервые опубликована в 1976 году.

## Сюжет и история текста
Александр Дюма написал «Фиеско де Лаванью» в 1827 или 1828 году, взяв за основу историческую драму Фридриха Шиллера «Заговор Фиеско в Генуе». Действие происходит в 1547 году, когда генуэзские республиканцы организовали заговор против тирании семьи Дориа. Их руководитель Фиеско, граф Лаванья, после государственного переворота провозглашает себя дожем. Непримиримый республиканец Веррина умоляет его отказаться от власти, получает отказ и убивает графа, а потом совершает самоубийство. Во второй редакции пьесы Шиллера Фиеско отрекается и всё заканчивается благополучно, но Дюма, не знавший немецкого и работавший только с доступными ему переводами, этот вариант текста, по-видимому, не читал.
Дюма существенно упростил действие и уменьшил число персонажей. В том, как он изменил сюжет пьесы, литературоведы видят влияние Пьера Корнеля, в трактовке образа Фиеско — влияние Шекспира (этот герой подобно Гамлету прикидывается безумцем, чтобы усыпить бдительность своих врагов). Позже Дюма использовал материал из этой пьесы в драме «Лоренцино».
Театр Комеди Франсез отклонил пьесу 14 мая 1828 года. После этого пьеса была забыта, рукопись несколько раз терялась и была случайно найдена в одной из частных библиотек. «Фиеско де Лаванью» впервые опубликовали в 1976 году в составе сборника забытых пьес Дюма.